# 石屿
石屿位于南中国海西沙群岛永乐环礁东部，咸舍屿以东约2海里，西北隔石屿门与银屿仔相望。面积2000平方米，海拔约1米多。由干涸潟湖淤塞而成。1983年中华人民共和国中国地名委员会公布的标准名称为“石屿”。
石屿现由中华人民共和国政府实际控制，行政上划归海南省三沙市管辖。越南政府亦声称拥有其主权。